# Le Prince et le Pauvre (téléfilm, 2007)
Pour les articles homonymes, voir Le Prince et le Pauvre (homonymie).
Le Prince et le Pauvre (A Modern Twain Story : The Prince and the Pauper) est un téléfilm américain réalisé en 2007 par James Quattrochi. Le téléfilm est basé sur une adaptation libre de l'œuvre de Mark Twain Le Prince et le Pauvre (1882).
Le téléfilm a été tourné à West Palm Beach, principalement à la G-Star School of the Arts Campus. Les étudiants ont participé à la réalisation du téléfilm. Il a été projeté à Temecula (Californie) au Temecula Valley International Film & Music Festival en 2007, avant sa sortie en DVD.

## Synopsis
Tom Canty, un collégien pauvre et rêvant d'être acteur, et Eddie Tudor, un jeune acteur richissime et lassé du show-business, remarquent leur ressemblance incroyable et décident d'échanger de place pour que chacun découvre la vie de l'autre. Mais tout se complique quand les agents d'Eddie Tudor partent pour une autre ville afin de continuer un tournage ailleurs, en confondant toujours Tom et Eddie, tandis que l'entourage de Tom, se lassant des frasques de celui-ci, ne réalise pas qu'il s'agit d'Eddie. Les deux enfants, oubliant que leur existence habituelle les lasse, cherchent à retrouver leur place (Tom réalisant que son grand-père et son ami lui manquent tandis qu'Eddie constate que sa vie de riche n'était pas si mal comparée à l'univers de Tom) mais les ennuis ne font que commencer...

## Distribution
- Dylan Sprouse (VF : Gwenaël Sommier) : Tom Canty
- Cole Sprouse (VF : Gwenaël Sommier) : Eddie Tudor
- Kay Panabaker (VF : Kelly Marot) : Elizabeth
- Vincent Spano (VF : Maurice Decoster) : Miles
- Dedee Pfeiffer (VF : Raphaëlle Moutier) : Harlin
- Ed Lauter : Pop
- Sally Kellerman : Jerry
- Nick Vallelonga (VF : Maité Monceau) : la principale
- Paul Sloan : Dante
- Avrielle Corti : Sandy
- Gwen McGee : Principal
- Pride Grinn : Sobel
- Leo Rossi : l'officier Harold
- Jesse Corti : le gardien du studio
- James Quattrochi : le producteur 1
- Rose Rossi : le professeur de tragédie
- Warren Ostergard : le gardien de la Miami Gate
- Gabrielle Tuite : l'interviewer de Red Carpet 1
- Everlayn Borges : l'interviewer de Red Carpet 2
- Michelle Gold : l'officier Bob
- Misty Rice : la mère de Tom Canty
- Jen Friel : l'interviewer du restaurant
- Thomas Joseph Kelly : le producteur 2
- Charlie Stewart : Junior
- Jon Luc Lowdermilk : Beefy Senior
- Lauren Bertoni : le professeur de sciences
- Brie Gabrielle : la fille
- Kaila Campbell : la maquilleuse 1
- Patricia Gardner : la maquilleuse 2
- Vikki Gasko : la maquilleuse 3
- Maria Delle Grazie : la fille du vestiaire
- Jerry Lieberman : le gardien de la marina
- Shay Roman : l'étudiant
- John Maher : l'enfant
- Christina Gabrielle : la fille à l'autographe
- Casey Riley : le fan